# Rhamphocephalus
Rhamphocephalus ("zobákovitá hlava") byl rod ramforynchoidního ptakoještěra, který žil v období střední jury (asi před 165 miliony let) na území dnešní Velké Británie (Stonesfield Slate).

## Popis
Fosilní pozůstatky tohoto menšího létajícího plaza naznačují celkové rozpětí křídel kolem 2 metrů. Jedná se o četné izolované fragmenty, dosud ne zcela jasně zařazené do systému (R. prestwichi).

### LIteratura
- Meyer, H. v. (1832). Palaeologica zur Geschichte der Erde und ihrer Geschöpfe; Verlag von Siegmund Schmerber, Franfurt am Main.